# لاکسیس

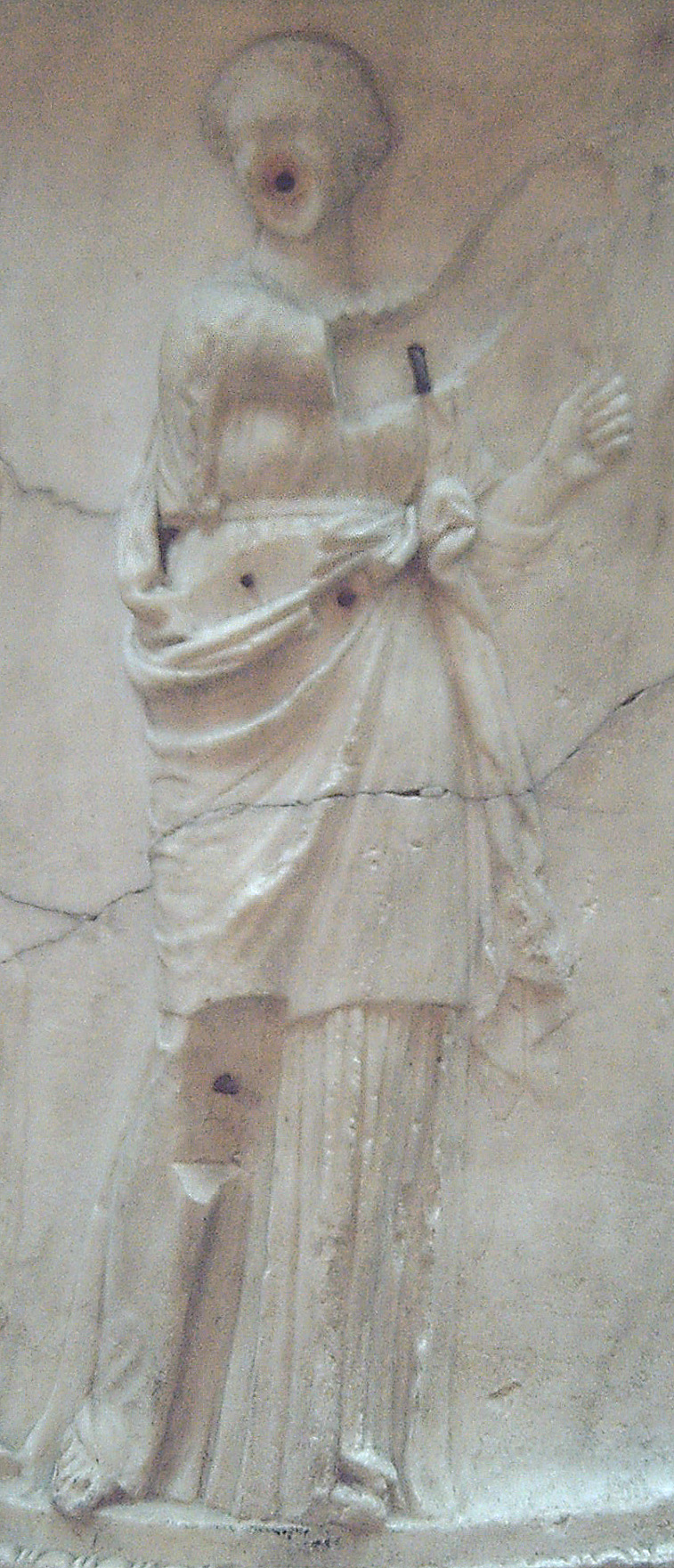
لاکسیس

لاکِسیس (به یونانی: Λάχεσις) در اساطیر یونانی، دومین خواهر در میان سه مویرای یا الهه‌های سرنوشت، در کنار خواهرانش اتروپوس و کلوتو است. او دختر زئوس و تمیس به‌شمار می‌رود. لاکِسیس تعیین‌کننده طول ریسمان زندگی انسان‌ها بر روی زمین بود. این لاکسیس بود که تصمیم می‌گرفت هر فرد یا موجود زنده‌ای اجازه دارد از چه مقدار زمان برای زندگی استفاده کند. پس از اندازه‌گیری ریسمان، همچنین برای سرنوشت هر فرد تصمیم می‌گرفت. لاکسیس قابل قیاس با دسیما در اساطیر روم باستان است. او طول ریسمانی که توسط خواهرش کلوتو بافته می‌شد را توسط نوعی وسیلهٔ اندازه‌گیری جبری تعیین می‌نمود و زمانی که تشخیص می‌داد به اندازه کافی بلند شده، خواهر بزرگش آتروپوس به‌وسیلهٔ قیچی آن را قطع می‌کرد.